# Сміговниця
Сміговниця — найменша (калібр 24-27 мм) гармата з довгим стволом. Використовувалась у XVI–XVII ст. зокрема, була на озброєнні запорізьких козаків. Зазвичай монтували кілька сміговниць (частіше по 6 на одному возі).